# Strabomantis necerus
Strabomantis necerus es una especie de anfibio anuro de la familia Craugastoridae.

## Distribución geográfica
Esta especie es endémica del norte del Ecuador. Habita en las provincias de Cotopaxi, Santo Domingo de los Tsáchilas, Pichincha, Imbabura, Esmeraldas y Carchi entre los 600 y 1540 m de altitud.
Su presencia es incierta en Colombia.

## Descripción
El holotipo femenino mide 93.3 mm.

## Publicación original
- Lynch, 1975 : A review of the broad-headed eleutherodactyline frogs of South America (Leptodactylidae). Occasional Papers of the Museum of Natural History, University of Kansas, n.º 38, p. 1-46[5]